# Кандозеро (река)
Кандозеро — река в России, протекает по Кемскому району Карелии.
Протекает через озёра Длинное и Кандозеро. Впадает в Белое море. Длина реки составляет 15 км.
Пересекает железную дорогу Санкт-Петербург — Мурманск севернее станции Поньгома.

## Данные водного реестра
По данным государственного водного реестра России относится к Баренцево-Беломорскому бассейновому округу, водохозяйственный участок реки — реки бассейна Белого моря от западной границы бассейна реки Нива до северной границы бассейна реки Кемь, без реки Ковда. Речной бассейн реки — бассейны рек Кольского полуострова и Карелии, впадает в Белое море.
Код объекта в государственном водном реестре — 02020000712102000002520.